# Une lettre ne s'écrit pas
Pour plus de détails, voir Fiche technique et Distribution.
Une lettre ne s'écrit pas est un film français réalisé par Guillaume Levil, sorti en 2014.

## Synopsis
Deux histoires d'amour s'entrecroisent : d'un côté, celle de Julien et Nina qui établissent un pacte avec l'univers, celui de profiter de la vie quel qu’en soit le prix. De l'autre, un triangle amoureux provençal. Julien est un cinéaste frustré qui a tendance à s'imaginer sa vie telle qu'il aurait pu la filmer - ainsi son destin se mêle à celui des personnages caricaturaux auxquels il songe.

## Fiche technique
- Titre : Une lettre ne s'écrit pas
- Réalisation : Guillaume Levil
- Scénario : Guillaume Levil
- Décors : Séverine Aubert
- Montage : Lara Tosello
- Musique : Aurélie Martin
- Production : Guillaume Levil, Michel Allouche
- Distribution :  2017 Films[2]
- Photographie : Alexis Doaré
- Son : Bruno Duyé, Camille Giuglaris, Aymeric Gavend
- Costumes : Nadine Lebon, Emilie deLutiaud
- Format : couleur[3], 1,77:1[3]
- Langue : français
- Genre : drame
- Durée : 85 minutes[3] (1h25)
- Dates de sortie :
  -  13 avril 2013 à Paris[4]
  -  30 avril 2014 (sortie nationale)

## Distribution
- Stefen Eynius : Julien
- Sophie Guyard : Nina
- Philippe Nicaud : l'Italien
- Colette Kraffe : la Louise
- Céline Spang : Claire
- Alix Bénézech : la lectrice

## Scénario et tournage
- Guillaume Levil a écrit très tôt ce scénario de long métrage mais a tourné en deux fois, produisant d'abord une version courte de 27 minutes qui a été vue dans une vingtaine de festivals (dont New York City Film Festival et Hollyshorts)[5],[6],[7].

- Le tournage a eu lieu entre Paris et les Alpes-de-Haute-Provence, région natale de l'auteur : plus exactement; la caméra s'est posée à Digne-les-Bains, Majastres et Le Chaffaut-Saint-Jurson[8].

- Il s'agit du premier long métrage de Guillaume Levil, qui avait déjà réalisé plusieurs courts-métrages[9].

## Participations
Festival Cinémabrut de Mouans-Sartoux, 10th Seattle True Independent Film Festival (USA), 4th Capital City Film Festival (USA), 2nd Universe Multicultural Film Festival (USA), 19th Palm Beach International Film Festival (USA)[réf. obsolète], 9th ECU European Independant Film Festival (France, Mention spéciale du jury), 4th LA Indie Film Festival (USA, Meilleur réalisateur), 7th Boomtown Film and Music Festival (USA, 3e meilleur long métrage), 3er Festival Mundial de Cine Extremo ‘San Sebastián de Veracruz’ (Mexique), 4th Corinthian Peloponnesian Festival (Grèce, Prix du scénario et du montage), 4th International Random Film Festival (Suède), 8th Cyprus International Film Festival (Chypre)[réf. obsolète], 5th Louisville International Festival of Film (USA), 7th Santa Monica International Film Festival (USA, Honorable Mention).